# 大薸
大薸，又名大萍、大蕊萍、大莲、水芙蓉，为天南星科大薸属的唯一物種。

## 分布
分布在全球热带、亚热带以及中国的浙江、安徽、广东、广西、山东、云南、福建、四川、湖北、江苏、湖南等地，生长于海拔200米至1,900米的地区，常生于沟渠中、沟渠边、静水中、湖边、稻田中、流水中、稻田边和溪边，目前尚未由人工引种栽培。

## 註解
1. ↑  「薸」，拼音：，注音：，音同「瓢」[1]

## 外部連結
- 大薸 Dapiao （页面存档备份，存于） 藥用植物圖像資料庫 (香港浸會大學中醫藥學院) （繁體中文）（英文）

1. ↑  國家教育研究院. 教育部異體字字典. 中華民國教育部 https://dict.variants.moe.edu.tw/variants/rbt/word_attribute.rbt?quote_code=QzExOTcw.   [2022-10-17]. 缺少或|title=为空 (帮助)